# 和田林道宜
和田林 道宜（わだばやし みちよし、1951年11月21日 - ）は、日本の鉄道実業家、近畿日本鉄道の相談役である。

## 来歴・人物
兵庫県神戸市出身。東京大学を経て、東京大学大学院を修了した後に1976年に近畿日本鉄道（法人としては現在の近鉄グループホールディングス＝近鉄GHD）に入社した。
常務、専務、副社長を経て、2015年の持株会社（近鉄GHD）への移行に際し、事業会社としての（新）近畿日本鉄道初代社長に就任。2019年からは会長に就任。2019年から2021年までに日本民営鉄道協会会長を務めた。
2023年6月の株主総会にて会長から相談役に退く。